# Het Levenselixer
Het Levenselixer (Spaans: El elixir de la vida) is een stripalbum uit de reeks Paling en Ko van tekenaar Francisco Ibáñez. De oorspronkelijke versie werd in 1973 uitgebracht als #26 in de Ases del Humor-reeks na voorpublicatie in het stripblad Mortadelo (zoals de lange kale helft van het tweetal in het Spaans heet) van april tot juni 1973. In 1977 werd het album in het Nederlands uitgebracht als #18.

## Naamsverwarring
Als gevolg van een jarenlange naamsverwarring wordt de kale meestervermommer hier Ko genoemd en de korte met de twee haren (door zijn collega steevast met chef en u aangesproken) Paling.

## Verhaal
Professor Von Nassen, een ontsnapte gevangene die achter bepaalde formules aanzit, heeft een elixer uitgevonden waarmee hij elk voorwerp tot leven kan brengen dat ermee besproeid wordt om zo zijn slag te kunnen slaan; Paling en Ko worden er door hun baas, de Superintendant, op uit gestuurd om te verhinderen dat hij de volgende formules in handen krijgt;
- Het stinkende en dodende gas; Paling en Ko verbranden de waardevolle formule, iets dat Super niet kan waarderen.
- De plannen van de vliegende onderzee-tanker. Von Nassen laat deze stelen door een stenen kip. De plannen worden veiliggesteld, zij het dat deze versnipperd zijn geraakt door een granaatexplosie.
- Een serie atoomformules die professor Megatonpoulos in zijn geheugen heeft opgeslagen. Von Nassen gebruikt een kapstok om de professor te ontvoeren. De kale schakelt de kapstok uit door andermaal een handgranaat te gebruiken, met als bijgevolg dat Megatonpoulos door de schrik zijn geheugen kwijtraakt.
- Foto's van de geheime militaire bases van Fikkielandia; agent Slagtand, een hondse collega van Paling en Ko, wordt beroofd door de bulldog die afkomstig is uit een advertentieposter voor hondenvoer. De kale lokt de bulldog met een foto van de Super die volgens de chef "een beste vette kluif" zou zijn.
- De microfilm J-56; onderweg naar de Super worden Paling en Ko dwarsgezeten door een putdeksel, een deur en een boom. Tot hun grote woede blijken zij klappen te hebben opgevangen voor een opname van De Dikke en De Dunne, van wie Super groot fan is.
- De formule JB-47; de chef moet het naar punt Z brengen en stopt het in zijn mond als blijkt dat Von Nassen hem op allerlei manieren heeft proberen te beroven. Door een schouderklop van de kale slikt hij de formule in; een virus die een ontzettende jeuk veroorzaakt.
- Een gevaarlijk en zeldzaam buitenaards mineraal bijgenaamd 'grote erwt'; Von Nassen ondervindt aan den lijve dat wie zich aan de straling blootstelt er een levensgrote neus aan overhoudt.
- Instructies die een verzoek van Super blijken te zijn om een pakje shag voor hem te halen.
- Een atoompistool dat slechts drie keer te gebruiken is. Paling en Ko krijgen deze waarschuwing te laat te horen.

In het laatste hoofdstuk wordt Von Nassen in zijn schuilplaats overmeesterd. De kale demonstreert hoe de fles werkt door in het balletje te knijpen; Super slikt echter het elixer in, met als gevolg dat zijn ingewandenen tot leven komen en de twee agenten zich schuil moeten houden in de woestijn.